# Púchov
Púchov (allemand : Puchau, hongrois : Puhó) est une ville de région de Trenčín en nord-ouest de Slovaquie. Sa population est de 18 600 habitants.

## Histoire
La plus ancienne mention de Púchov remonte à 1243.

## Démographie

### Évolution de la population
| Année:               | 1994.  | 2004.   | 2014.   | 2024.   |
| -------------------- | ------ | ------- | ------- | ------- |
| Nombre de personnes: | 18 913 | 18 675  | 18 036  | 16 781  |
| Différence:          |        | -1,25 % | -3,42 % | -6,95 % |

| Année:               | 2023.  | 2024.   |
| -------------------- | ------ | ------- |
| Nombre de personnes: | 16 922 | 16 781  |
| Différence:          |        | -0,83 % |

## Économie
La ville compte une usine de fabrication de pneumatiques du groupe allemand Continental AG.